# Чемпионат Молдовы по русским шашкам среди женщин
Чемпионат Молдовы по русским шашкам среди женщин — ежегодное соревнование по шашкам. До 1992 года проводились чемпионаты Молдавской ССР.
Елена Сковитина является тринадцатикратной чемпионкой страны.

## Призёры
| Дата | 1               | 2               | 3                |
| ---- | --------------- | --------------- | ---------------- |
| 2013 | Елена Сковитина | Арина Родидял   | Марьяна Гайдаржи |
| 2014 | Елена Сковитина | Кристина Заруба | Анна Шляховская  |
| 2015 | Елена Сковитина | Алла Цырдя      | Кристина Заруба  |
| 2016 | Елена Сковитина | Кристина Заруба | Анна Шляховская  |
| 2017 | Елена Сковитина | Мария Гайдаржи  | Кристина Заруба  |
| 2018 | Елена Сковитина | Кристина Заруба | Мария Гайдаржи   |
| 2019 | Кристина Заруба | Алла Цырдя      | Елена Сковитина  |
| 2020 |                 |                 |                  |
| 2021 |                 |                 |                  |